# Orthosia ferrigera
Orthosia ferrigera là một loài bướm đêm trong họ Noctuidae.